# 강재구공원
강재구 공원(姜在求 公園)은 대한민국 강원특별자치도 홍천군에 위치한 공원이다. 베트남 전쟁에 참가하기 위해 마지막 훈련 중 부하(당시 박해천 육군 이등병)가 잘못 던진, 오투 수류탄을 보고, 자신의 몸을 던져 수류탄 오발 사고로부터 부하들의 생명을 구한 강재구 육군 소령을 기리기 위해 조성되었다. 공원 내의 '강재구 기념관'에는 그의 유품 125점이 전시되어 있다.